# Никольское (Должанский район)
Нико́льское — село в Должанском районе Орловской области России. Административный центр Кудиновского сельского поселения.

## География
Село находится на расстоянии 6 км к северу от посёлка городского типа Долгое, административного центра района, и 138 км к юго-востоку от города Орёл, административного центра области.

### Часовой пояс
Село Никольское, как и вся Орловская область, находится в часовой зоне МСК (московское время). Смещение применяемого времени относительно UTC составляет +3:00.

## Население
| 2002 | 2010 |
| ---- | ---- |
| 272  | ↘239 |

### Национальный состав
Согласно результатам переписи 2002 года, в национальной структуре населения русские составляли 98 % из 272 чел.